# 交野市立交野小学校
交野市立交野小学校（かたのしりつ かたのしょうがっこう）は大阪府交野市にあった公立小学校。
1885年に当時の交野郡交野村に創立した。交野市では歴史の古い学校の一つとなっていて、同校から4小学校を分離している。2022年に交野市立長宝寺小学校との統合により閉校した。

## 沿革
- 1885年5月 - 交南小学校として開校。
- 1885年7月 - 交野郡星田小学校（現在の交野市立星田小学校、1872年創立）を分校とする。
- 1887年5月7日 - 星田小学校が再独立。
- 1892年4月 - 北河内郡交南尋常小学校と改称。
- 1919年4月 - 高等科を併設。北河内郡交南尋常高等小学校と改称。
- 1940年4月 - 北河内郡交野尋常高等小学校と改称。
- 1941年4月1日 - 国民学校令により、北河内郡交野国民学校と改称。
- 1947年4月1日 - 学制改革により、交野町立小学校と改称。
- 1955年4月1日 - 交野町・星田村の合併に伴い、交野町立交野小学校と改称。
- 1968年4月1日 - 交野町立郡津小学校（現在の交野市立郡津小学校）を分離。
- 1971年4月1日 - 交野町立岩船小学校（現在の交野市立岩船小学校）を分離。
- 1971年11月3日 - 交野町が市制施行で交野市になったことに伴い、交野市立交野小学校と改称。
- 1974年4月1日 - 交野市立倉治小学校を分離、肢体不自由学級を併設。
- 1975年4月1日 -交野市立長宝寺小学校を分離。
- 1988年4月 - 交野市教育委員会から、産業教育の研究校に指定される。
- 1991年4月 - 留守家庭児童会を学校内に併設。
- 1992年 - 文部省・交野市教育委員会から、学校給食の研究校に指定される。
- 1996年4月 - 交野市教育委員会から、性教育の研究校に指定される。
- 2021年 - 小中一貫校を計画して「交野みらい学園」として　現:交野小学校の敷地に立てることが決定
- 2022年3月31日 - 交野市立長宝寺小学校と交野市立第一中学校との小中一貫校をこの交野小学校跡地に建設するため閉校。旧長宝寺小学校敷地内に交野市立交野みらい小学校（現交野市立交野みらい学園）が開校。
- 2022年8月 - 解体工事が進み南校舎解体完了
- 2023年1月-全校舎解体完了

## 通学区域
- 交野市 私部1丁目-8丁目（4丁目を除く）、私部西1丁目（一部）、私部西2丁目-4丁目、私部西5丁目（一部）、私部南1丁目-4丁目、青山1丁目-5丁目、向井田1丁目-3丁目。

卒業生は基本的に交野市立第一中学校に進学する。

## 交通
- 京阪交野線 交野市駅 東へ約1.2km。